# М'якохвіст іржастоволий

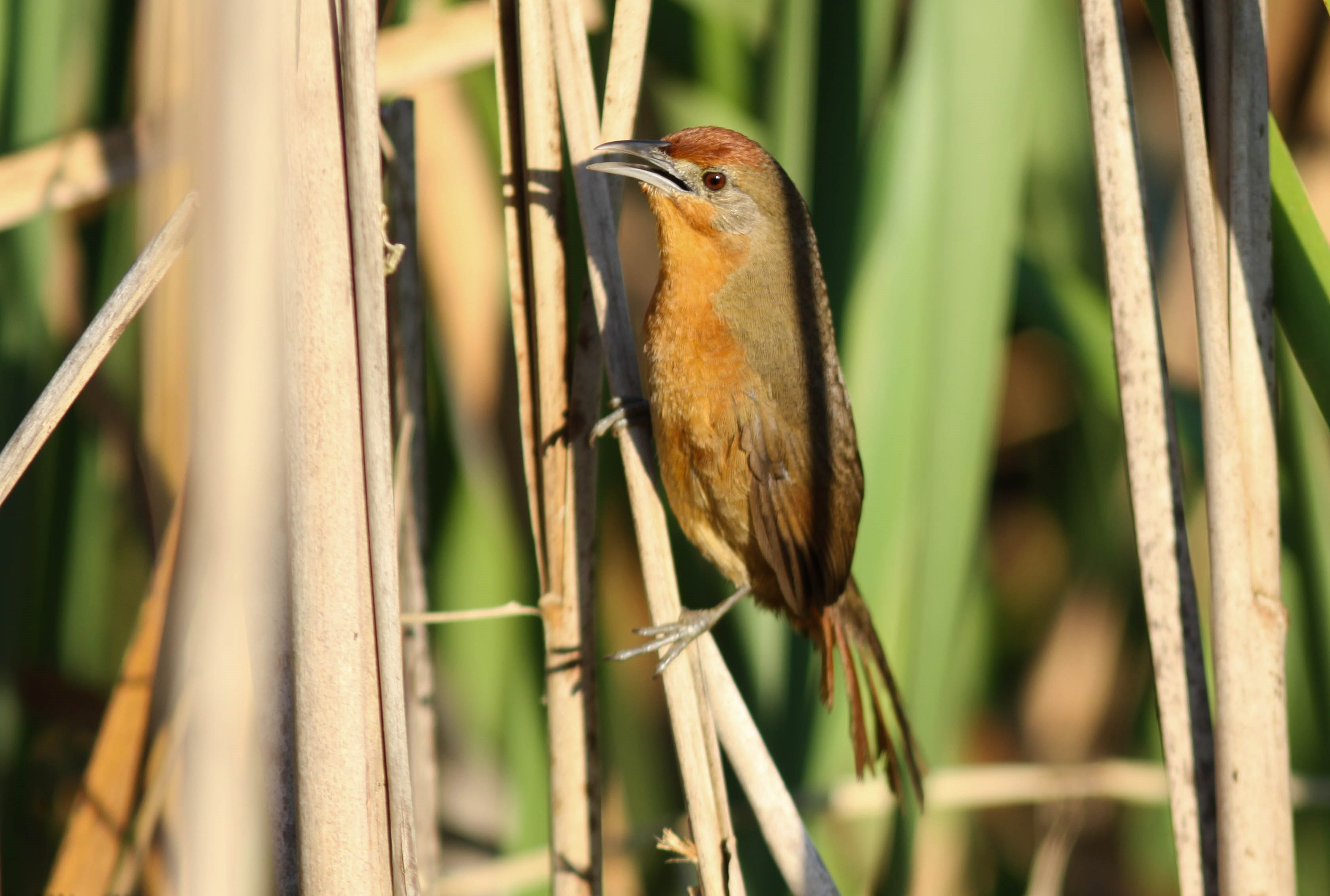
Іржастоволий м'якохвіст

М'якохві́ст іржастоволий (Phacellodomus ferrugineigula) — вид горобцеподібних птахів родини горнерових (Furnariidae). Мешкає в Бразилії і Уругваї. Раніше вважався підвидом червоноокого м'якохвоста.

## Поширення і екологія
Іржастоволі м'якохвости мешкають на південному сході Бразилії, від півдня Мінас-Жерайсу і півдня Еспіріту-Санту до півдня Ріу-Гранді-ду-Сул, а також в Рівері і Серго-Ларго на півночі Уругваю. Вони живуть в чагарниковому підліску вологих атлантичних лісів, на узліссях, в заболочених лісах та на болотах. Зустрічаються на висоті до 900 м над рівнем моря.